# Aphaenogaster strioloides
Aphaenogaster strioloides é uma espécie de inseto do gênero Aphaenogaster, pertencente à família Formicidae.